# Delta Coronae Australis
Delta Coronae Australis (43 Coronae Australis) é uma estrela na direção da constelação de Corona Australis. Possui uma ascensão reta de 19h 08m 20.93s e uma declinação de −40° 29′ 47.9″. Sua magnitude aparente é igual a 4.57. Considerando sua distância de 175 anos-luz em relação à Terra, sua magnitude absoluta é igual a 0.93. Pertence à classe espectral K1III.